# Charles Willy Kayser

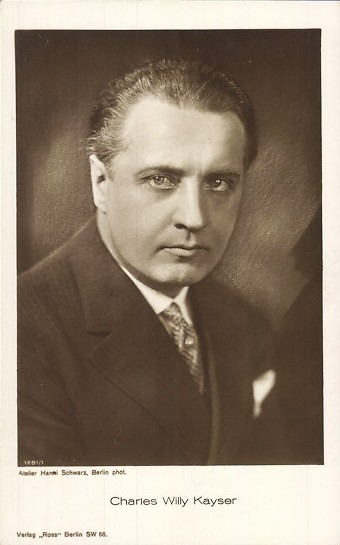
Charles Willy Kayser

Charles Willy Kayser, gebürtig Charles Wilhelm Kaiser (* 28. Januar 1881 in Metz, Deutsches Reich; † 20. Juli 1942 in Berlin), war ein deutscher Schauspieler und Filmregisseur.

## Leben
Kayser besuchte noch nicht 17-jährig das Konservatorium der Gesellschaft der Musikfreunde in Wien, wo er eine gesangliche Ausbildung erhielt. Als lyrischer Bariton debütierte er 1898 und trat ein halbes Jahr später erstmals in Berlin auf.
Er spielte im Fach des jugendlichen Helden am Raimundtheater in Wien, aber auch in Karlsbad, New York, Hannover, Breslau, Riga und Amsterdam. 1911 bis 1914 wirkte er am Burgtheater. 1914 ernannte man ihn zum Direktor des Deutschen Lustspielhauses in Riga. Unmittelbar nach Ausbruch des Ersten Weltkrieges wurde er von den russischen Behörden wegen angeblicher Spionagetätigkeit verhaftet und nach Sibirien gebracht.
1917 floh er aus seiner Gefangenschaft und schlug sich bis Berlin durch. Noch im selben Jahr begann Kaysers Filmkarriere. Er wurde als vielseitiger Darsteller bei einer sehr großen Zahl von Produktionen eingesetzt. Meistens verkörperte er Persönlichkeiten von Rang wie Offiziere, Grafen und in dem Film Waterloo 1929 sogar den Preußenkönig Friedrich Wilhelm III.
Im Mai 1920 gründete er gemeinsam mit dem Kaufmann Ernst Pieke die Charles-Film GmbH. Einige Male versuchte sich Kayser auch in der Filmregie.
Von 1926 bis 1936 gab es in Berlin in der Gasteiner Straße 26 die Charles-Willy-Kayser-Lichtspiele. Er betrieb drei „Kintöppe“ (Originalton Kayser), darunter das Astoria-Theater in der Potsdamer Straße 89.
1928/29 unterrichtete er Schauspiel an der Deutschen Filmschule in München.
1937 eröffnete er in Berlin das Künstlerlokal Treffpunkt Charles Willy.

## Filmografie
- 1917: Ein Blatt im Sturm … doch das Schicksal hat es verweht
- 1918: Sei getreu bis in den Tod
- 1918: Der siebente Kuß
- 1919: Dämon der Welt. 1. Das Schicksal des Edgar Morton
- 1919: Fräulein Zahnarzt
- 1919: Das Geheimnis von Schloß Holloway
- 1919: Das Nachttelegramm
- 1919: Melodie des Herzens
- 1919: Die Tragödie der Manja Orsan
- 1919: Anita Jo
- 1919: Die Dame im Pelz
- 1919: Lilli und Lillis Ehe
- 1920: Gauner der Gesellschaft
- 1920: Menschen
- 1920: Die Siegerin
- 1920: Dämon der Welt. 2. Wirbel des Verderbens
- 1920: Dämon der Welt. 3. Das goldene Gift
- 1920: Das eherne Gesetz
- 1920: Der fliegende Tod
- 1920: Va banque
- 1920: Die Autofahrt unter der Erde (auch Regie)
- 1920: Der Amönenhof
- 1920: Der Schrei des Gewissens
- 1920: Der Shawl der Kaiserin Katherina II
- 1920: Gefolterte Herzen – 1. Teil: Ohne Heimat
- 1920: Gefolterte Herzen – 2. Teil: Glück und Glas
- 1920: Die Sippschaft
- 1920: Der langsame Tod
- 1921: Tschetschensen-Rache (auch Regie und Produktion)
- 1921: Das Haus der Qualen
- 1921: Opfer der Keuschheit
- 1921: Die Flucht ins Jenseits oder Die dunkle Gasse von New York
- 1921: Die schwarze Spinne
- 1921: Zu Hilfe!
- 1921: Miss Beryll... die Laune eines Millionärs
- 1921: Die Diktatur der Liebe, 2. Teil – Die Welt ohne Liebe
- 1921: Der ewige Fluch
- 1921: Betrüger des Volkes
- 1921: Miß Venus
- 1921: C.d.E. (Club der Entgleisten)
- 1922: Grenzwacht im Schnee
- 1922: Tanz der Leidenschaft
- 1922: Das goldene Netz
- 1922: Das blinde Glück
- 1922: Die vom Zirkus
- 1922: Graf Festenberg
- 1922: Liebe, Tor und Teufel
- 1922: Die blonde Geisha
- 1923: Das rollende Schicksal
- 1923: Der allmächtige Dollar
- 1924: Sklaven der Liebe
- 1924: Steuerlos
- 1924: Frühlingserwachen
- 1924: Die Frau in Versuchung
- 1924: Rosenmontag
- 1924: Die Liebesbriefe einer Verlassenen
- 1924: Das Mädel von Pontecuculi
- 1925: O alte Burschenherrlichkeit
- 1925: Krieg im Frieden
- 1926: Die rote Maus
- 1926: Der Liebe Lust und Leid
- 1926: Die elf Schill’schen Offiziere
- 1926: Unsere Emden
- 1926: Die Villa im Tiergarten
- 1927: Die Lorelei
- 1927: Laster der Menschheit
- 1927: An der Weser
- 1927: Hast Du geliebt am schönen Rhein?
- 1927: Ich war zu Heidelberg Student
- 1928: Das Hemd des Glücklichen
- 1928: Ich hatte einst ein schönes Vaterland
- 1928: Das Hannerl vom Rolandsbogen
- 1929: Skiteufel (Ein Abenteuer in den Hochalpen)
- 1929: Waterloo
- 1930: Masken
- 1930: Wenn Du noch eine Heimat hast
- 1930: Der Mönch von St. Bartholomä
- 1931: Der Liebesarzt
- 1931: Jeder fragt nach Erika
- 1931: Das Lied der Nationen
- 1931: Viktoria und ihr Husar
- 1931: Im Banne der Berge
- 1932: Zwei reparieren sich durch
- 1932: Chauffeur Antoinette
- 1932: Theodor Körner
- 1932: Trenck
- 1933: Wenn am Sonntagabend die Dorfmusik spielt
- 1933: Ein Unsichtbarer geht durch die Stadt
- 1933: Höllentempo
- 1935: Ein idealer Gatte
- 1936: Es geht um mein Leben
- 1936: Im Trommelfeuer der Westfront (nur Regie)
- 1937: Sherlock Holmes
- 1937: Der Biberpelz
- 1938: Mordsache Holm
- 1938: Der Tiger von Eschnapur
- 1938: Die Umwege des schönen Karl
- 1938: Großalarm
- 1938: Verklungene Melodie
- 1938: Verwehte Spuren
- 1938: Rote Orchideen
- 1939: Der Vierte kommt nicht
- 1939: Fasching
- 1939: Der arme Millionär
- 1939: Der ewige Quell
- 1940: Feinde
- 1940: Das Fräulein von Barnhelm
- 1941: Venus vor Gericht
- 1941: Kameraden